# Zoosporangium

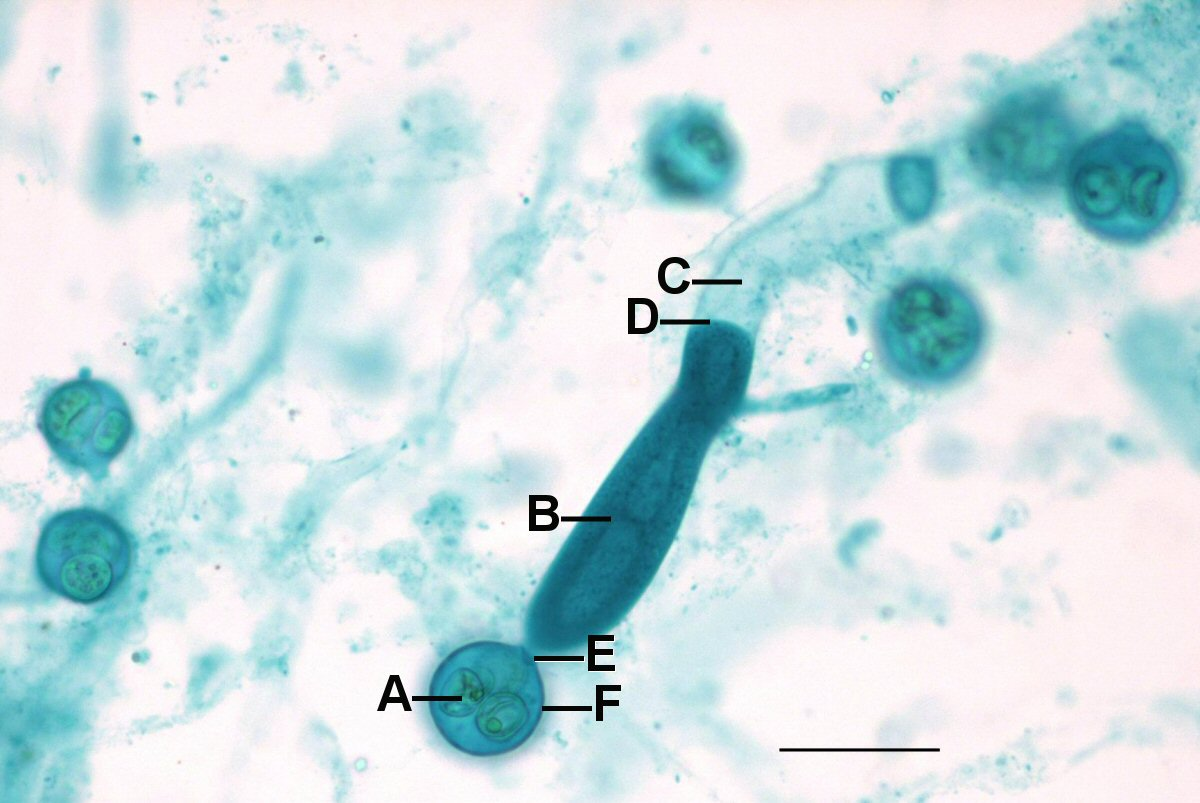
1. Powstawanie zoospor u Saprolegnia
A – zygota, B – zoosporangium, C – strzępka wegetatywna, D, E – przegroda

Zoosporangium (zarodnia pływkowa) – zarodnia glonów i grzybów produkująca pływki zwane też zoosporami.
U glonów zoosporangia powstają na organizmach diploidalnych i mają kształt owalny. Są jednokomorowe lub wielokomorowe. Jednokomorowe tworzą w swym wnętrzu zoospory haploidalne. Wielokomorowe są silnie wydłużone i tworzą zoospory diploidalne. Zoosporangia rozmieszczone są w różnych miejscach plechy. Czasem są zebrane w poduszeczkowych tworach, albo tworzą skupienia w specjalnych zagłębieniach. Mogą być także osadzone na sporofilach. W zależności od gatunku, w jednym zoosporangium może powstać jedna pływka, lub wiele pływek. Np. u zawłotni (Chlamydomonas) powstaje jedna pływka, u gałęzatki (Cladophora) i wstężnicy (Ulothrix) wiele pływek, przy czym u gałęzatki zaczynają się poruszać już w obrębie zoosporangium i wychodzą z niego przez otwór, u wstężnicy opuszczają go razem, gdyż zlepione są śluzowato-galaretowatą substancją, później rozpuszczającą się.

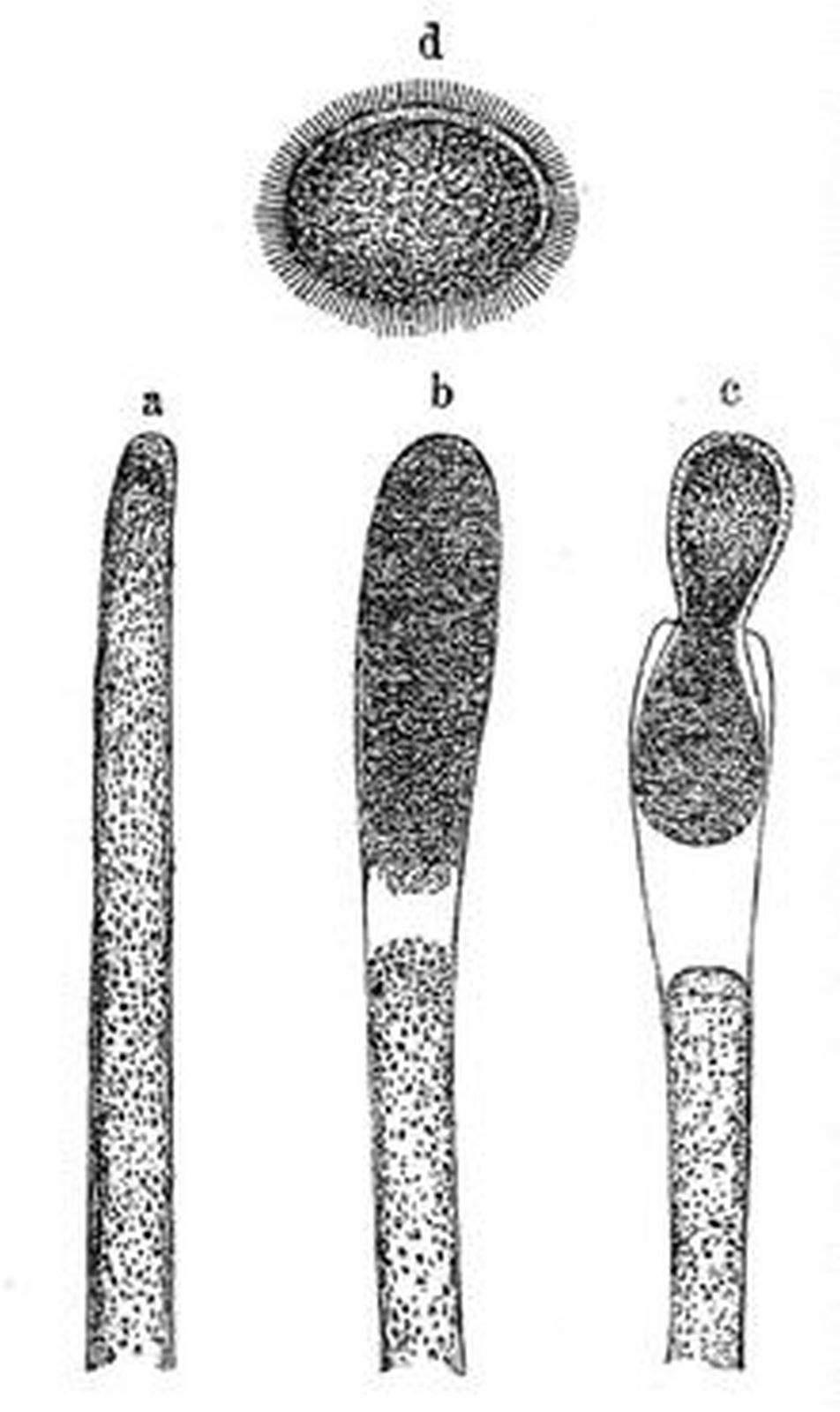
Zoosporangia u Vaucheria sessilis i powstawanie pływek

Zoosporangia występują także u niektórych organizmów grzybopodobnych – u skoczkowców (Chytridiomycota) i lęgniowców (Ooomycota). Zazwyczaj są to workowato rozszerzone odcinki strzępek. Ich jądra komórkowe dzielą się mitotycznie. Powstaje wielojądrowa protoplast, w którym powstają pływki. Uwalniają się z zarodni po rozpuszczeniu jej ściany lub zamykającej ją brodawki.